# Dikou, Fujian
Dikou är en köping i sydöstra Kina. Den ligger i Jian'ou i staden Nanping i provinsen Fujian, omkring 110 kilometer nordväst om provinshuvudstaden Fuzhou. Antalet invånare är 24 440. Befolkningen består av 11 660 kvinnor och 12 780 män. Barn under 15 år utgör 19,0 %, vuxna 15-64 år 70 %, och äldre över 65 år 9,0 %.